# Drew Fuller
Andrew Allen (Drew) Fuller (Atherton (Californië), 19 mei 1980) is een Amerikaanse acteur. Hij speelde onder meer Chris Halliwell in de televisieserie Charmed en soldaat Trevor LeBlanc in de serie Army Wives.

## Biografie
Fuller is van Russische, Engelse en Schotse afkomst. Hij werd ontdekt op zijn twaalfde toen hij op de cover van een magazine stond. Hij heeft een jongere zus, Hilary. Fuller ging op zijn zestiende als model werken. Hij heeft voor onder meer Prada en Tommy Hilfiger gewerkt. Ook speelde hij mee in een aantal commercials en videoclips, zoals in de clip van Wherever you will go van The Calling.

## Filmografie

### Films
- 2010 - The Kane Files
- 2008 - Blond Ambition
- 2008 - The Circuit
- 2006 - The Ultimate Gift
- 2006 - Dark Ride
- 2004 - Close Call
- 2002 - Vampire Clan
- 2001 - One
- 2000 - Backflash 2: Angels Don't Sleep Here
- 2000 - Voodoo Academy

#### Charmed
In de televisieserie Charmed speelt hij Chris, de mysterieuze whitelighter (beschermengel van heksen) uit de toekomst. Hij komt uit de toekomst om te voorkomen dat Wyatt, de zoon van Leo (Brian Krause) en Piper (Holly Marie Combs), slecht wordt. Dit lukt, waarna ontdekt wordt dat Chris eigenlijk het broertje van Wyatt is, die is teruggekomen uit de toekomst om zijn broer te beschermen.
In de 16e aflevering van het zesde seizoen wordt Piper zwanger. Chris maakt in feite mee hoe zijn eigen moeder zich voorbereidt op zijn geboorte. Als aan het einde van seizoen 6 de tijd komt om weer terug te gaan naar de toekomst, wordt Chris neergestoken door Gideon (die ook Wyatt wil ombrengen). Hij "lost op", waarbij het lange tijd voor de kijker onduidelijk blijft of het gewoon zijn tijd was, of dat de wond dodelijk was. Wel ziet de kijker dat een door woede overmeesterde Leo Gideon vermoord. Na deze dramatische gebeurtenissen bevalt Piper uiteindelijk van baby Chris en zijn Piper en Leo hun zoon dus niet helemaal kwijt.
In seizoen 7 hervat Drew Fuller nog een keer zijn rol als Chris, in een droom (visionquest) van de emotioneel verwarde Leo.
In de allerlaatste aflevering (eind seizoen 8) kwam Chris nog 1 keer terug. Om afscheid te nemen van de fans en om een spannende en mooie slot te geven aan de fans.
- Biblioteca Nacional de España: XX5220212
- Bibliothèque nationale de France: cb155733779 (data)
- Gemeinsame Normdatei: 1062353048
- International Standard Name Identifier: 0000 0000 7848 9361
- Library of Congress Control Number: no2007095314
- MusicBrainz: 48a0d865-50d8-462b-bbda-2a4d5f374044
- Virtual International Authority File: 12092948
- WorldCat: E39PBJpj9t3Tq98gxbMVdRB9Dq